# بيت المساوى (مناخة)

تعديل مصدري - تعديل

بيت المساوى هي إحدى قرى عزلة بني حسن وحسين بمديرية مناخة التابعة لمحافظة صنعاء، بلغ تعداد سكانها 102 نسمة حسب تعداد اليمن لعام 2004.